# Степаненко, Александр Васильевич
Александр Васильевич Степаненко (1938—2005) — белорусский учёный в области металлообработки, академик Академии наук Белоруссии.

## Биография
Александр Степаненко родился 5 октября 1938 года в Орше. В 1961 году он окончил Белорусский политехнический институт, после чего работал на Минском автомобильном заводе. В 1963 году перешёл на преподавательскую работу в Белорусский политехнический институт. В 1974 году защитил докторскую диссертацию, в 1977 году был утверждён в должности профессора. С 1975 года заведовал кафедрой в институте, с 1976 года был проректором. В 1980 году Степаненко был избран членом-корреспондентом, в 1986 году — академиком, а 1987 году — вице-президентом Академии наук Белорусской ССР. С 1992 года он руководил отделом Физико-технического института Национальной академии наук Белоруссии.
Являлся автором большого количества работ в области обработки материалов, в том числе — прокатки, волочения и гидропрессования металлов, формования металлических порошков и гранул, обработки металлов давлением, получения изделий переменного сечения, высокоскоростного волочения профилей и т. д. Имел патенты на около 400 изобретений. В 1984 году за разработку научных основ использования мощного ультразвука в обработке металлов Степаненко была присуждена Государственная премия Белорусской ССР. В 1988 году ему было присвоено звание заслуженного деятеля науки и техники Белорусской ССР.
Умер 15 февраля 2005 года, похоронен на Восточном кладбище Минска.
Был также награждён орденом Трудового Красного Знамени и медалью.